# Dammen (Torpa socken, Småland)
Dammen är en sjö i Ljungby kommun i Småland och ingår i Lagans huvudavrinningsområde. Sjöns area är 0,017 kvadratkilometer och den är belägen 150 meter över havet.